# Tacazzehoningzuiger
De tacazzehoningzuiger (Nectarinia tacazze) is een soort uit de familie Nectariniidae.
Hij wordt hier geplaatst in het vroeger zeer soortenrijke geslacht Nectarinia.

## Verspreiding
Deze soort telt twee ondersoorten:
- N. t. tacazze: Ethiopië en Eritrea.
- N. t. jacksoni: zuidoostelijk Soedan, Oeganda, Kenia en noordelijk Tanzania.

De vogel is genoemd naar de Tekezérivier in Ethiopië.